# Ибрагим, Мухаммад Камар
Мухаммад Камар Ибрагим (англ. Muhammad Qamar Ibrahim, 14 января 1968, Карачи, Пакистан) — пакистанский хоккеист (хоккей на траве), нападающий. Бронзовый призёр летних Олимпийских игр 1992 года, участник летних Олимпийских игр 1988 года, чемпион летних Азиатских игр 1990 года.

## Биография
Мухаммад Камар Ибрагим родился 14 января 1968 года в пакистанском городе Карачи.
Играл в хоккей на траве за ПИА из Карачи.
В 1988 году вошёл в состав сборной Пакистана по хоккею на траве на летних Олимпийских играх в Сеуле, занявшей 5-е место. Играл на позиции нападающего, провёл 7 матчей, забил 2 мяча в ворота сборной Испании.
В 1990 году завоевал золотую медаль хоккейного турнира летних Азиатских игр в Пекине.
В 1992 году вошёл в состав сборной Пакистана по хоккею на траве на летних Олимпийских играх в Барселоне и завоевал бронзовую медаль. Играл на позиции нападающего, провёл 3 матча, забил 1 мяч в ворота сборной Нидерландов.
В 1987—1993 годах провёл за сборную Пакистана 100 матчей, забил 34 мяча.